# جایزه نوبل فیزیولوژی یا پزشکی
جایزهٔ نوبل فیزیولوژی یا پزشکی یکی از جایزه‌های نوبل است که هر سال از سوی انستیتوی کارولینسکا اعطا می‌شود.
این جایزه از ۱۹۰۱ تاکنون با وقفه‌هایی اهدا گشته‌است.